# Märchenwald Altenberg

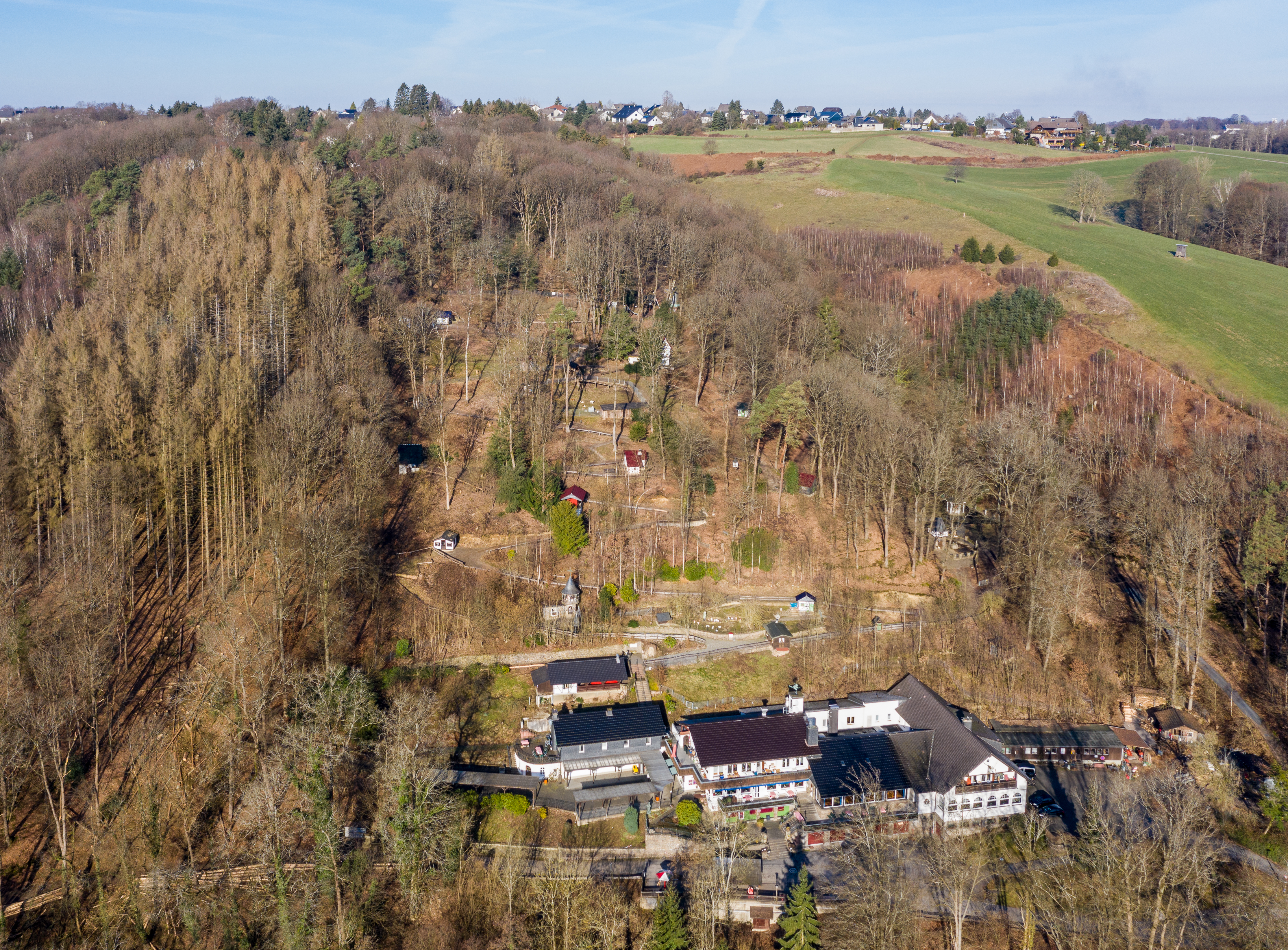
Altenberger Märchenwald (Luftaufnahme von 2021)

Der Märchenwald Altenberg ist eine als Themenpark gestaltete Freizeitanlage am Rande des Ortsteils Altenberg der Gemeinde Odenthal im Rheinisch-Bergischen Kreis in Nordrhein-Westfalen.

## Lage
Der parkähnlich angelegte Märchenwald ist eingebettet in die Waldlandschaft des Bergischen Landes. Der Eingangsbereich liegt an dem oberhalb der Dhünn verlaufenden Märchenwald-Wanderweg. Von einem großen Parkplatz aus gelangt man nach Überquerung der Dhünn über einen kurzen steilen Fußweg ebenfalls dorthin.

## Geschichte und Beschreibung
Der Altenberger Märchenwald wurde 1931 eröffnet und befindet sich in Familienbesitz. Entlang eines Märchenpfads werden insgesamt 18 verschiedene Märchen der Brüder Grimm thematisiert, wie zum Beispiel Hänsel und Gretel, Rapunzel, Rumpelstilzchen und das Märchen vom Froschkönig. Die Schlüsselszenen der einzelnen Märchen werden teilweise beweglich dargestellt, untermalt mit Musik und Erzähltexten.
Eine Wasserorgel in der Brüder-Grimm-Ehrenhalle, die sogenannten Tanzenden Fontänen, wurde 1956 eingeweiht. Die inzwischen mit LED-Technik ausgestattete Anlage erzeugt farbig beleuchtete Wasserfiguren, die zu den Klängen klassischer Musik tanzen. Sie wird auch heute noch von Hand gesteuert.
Auf dem Gelände befinden sich auch ein Restaurant und ein Hotel.

## Märchenstationen (Auswahl)

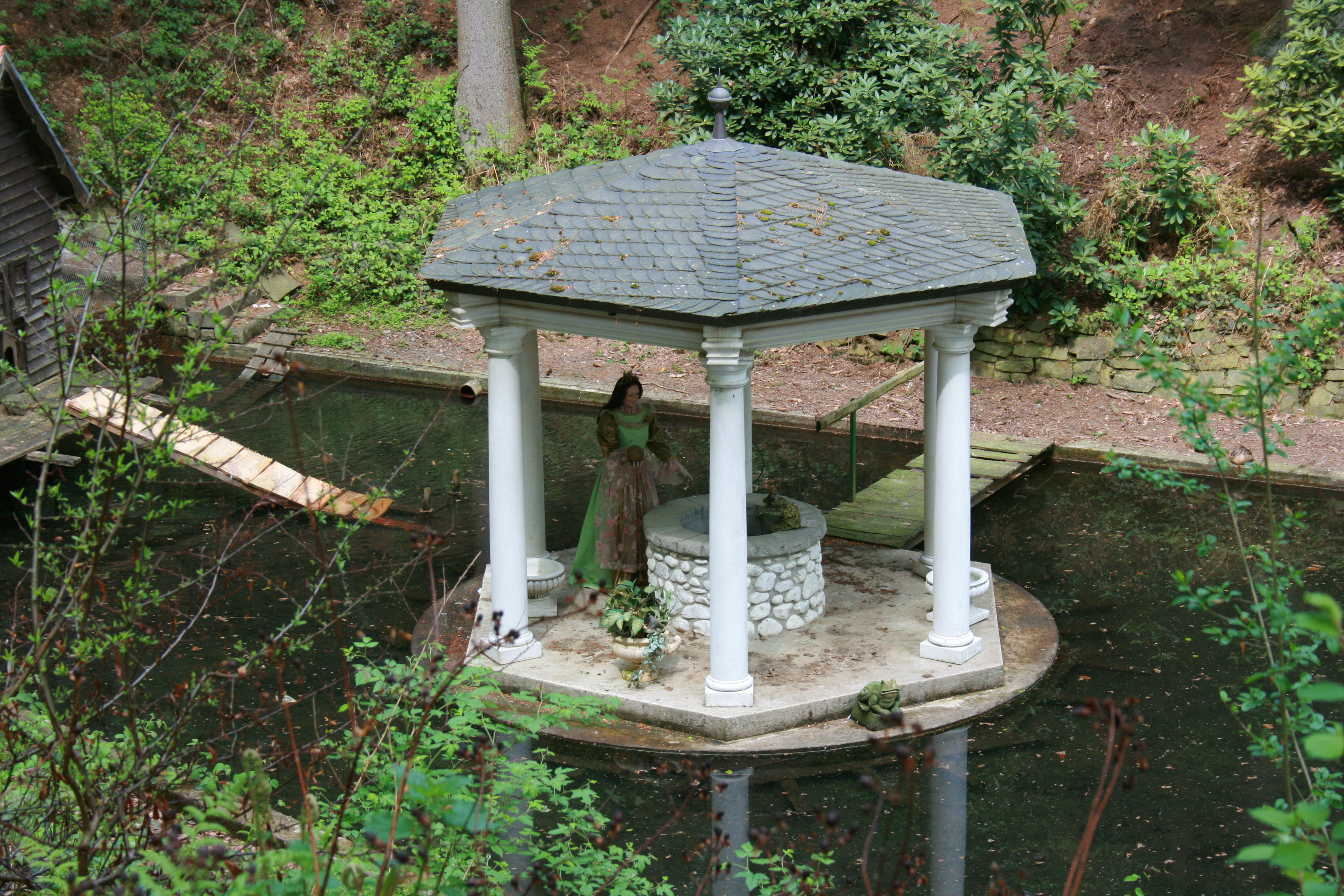
Der Froschkönig
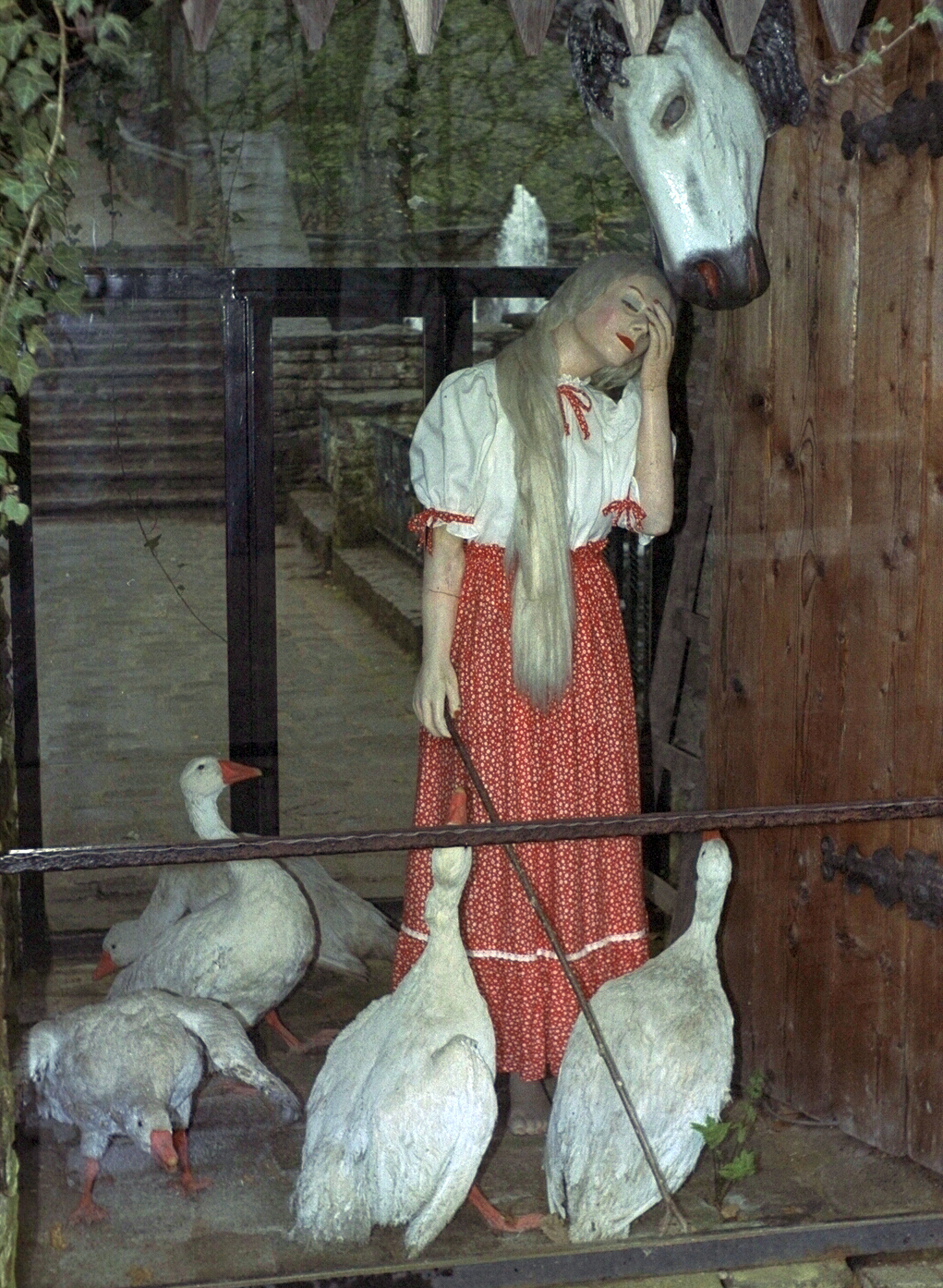
Die Gänsemagd
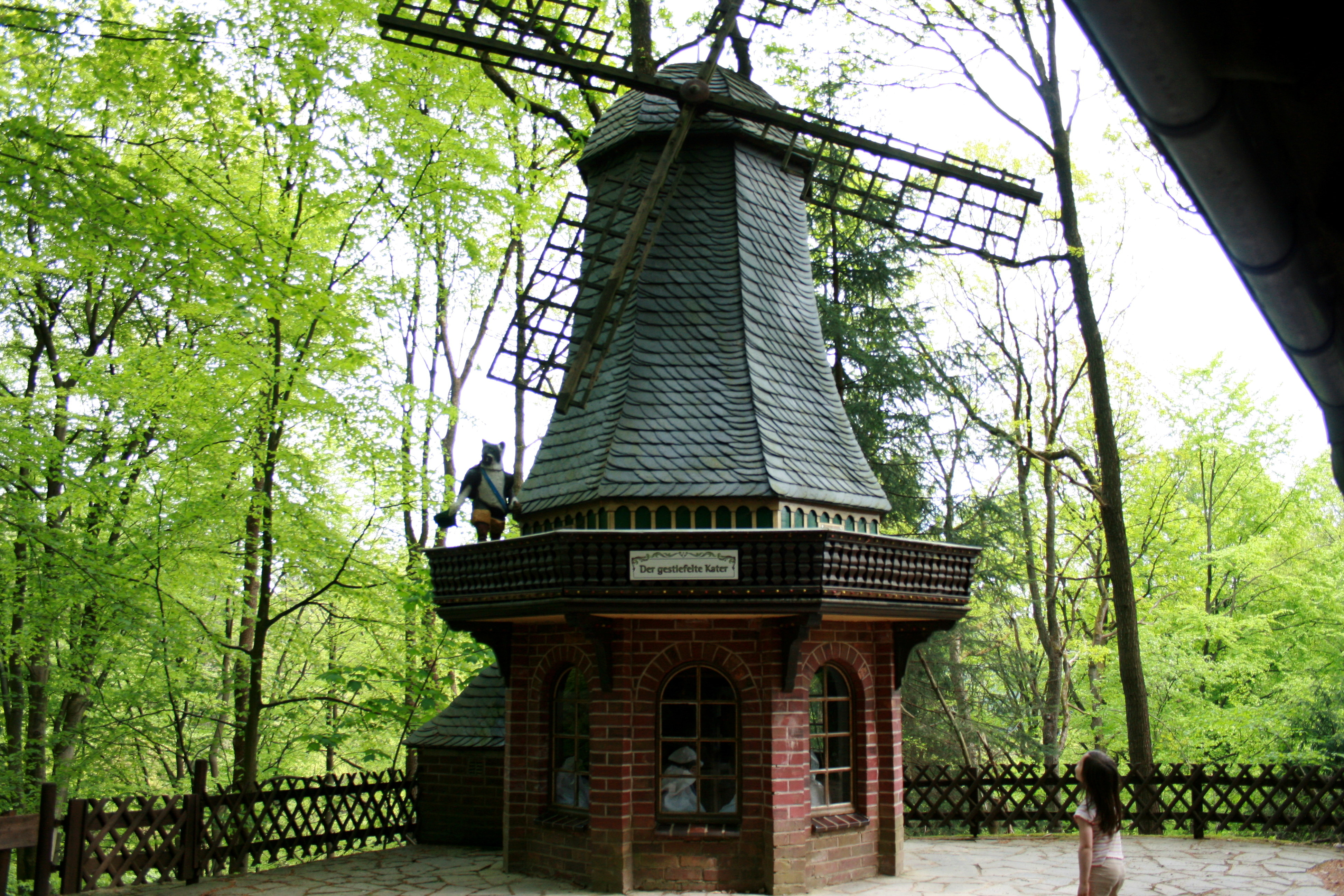
Der gestiefelte Kater
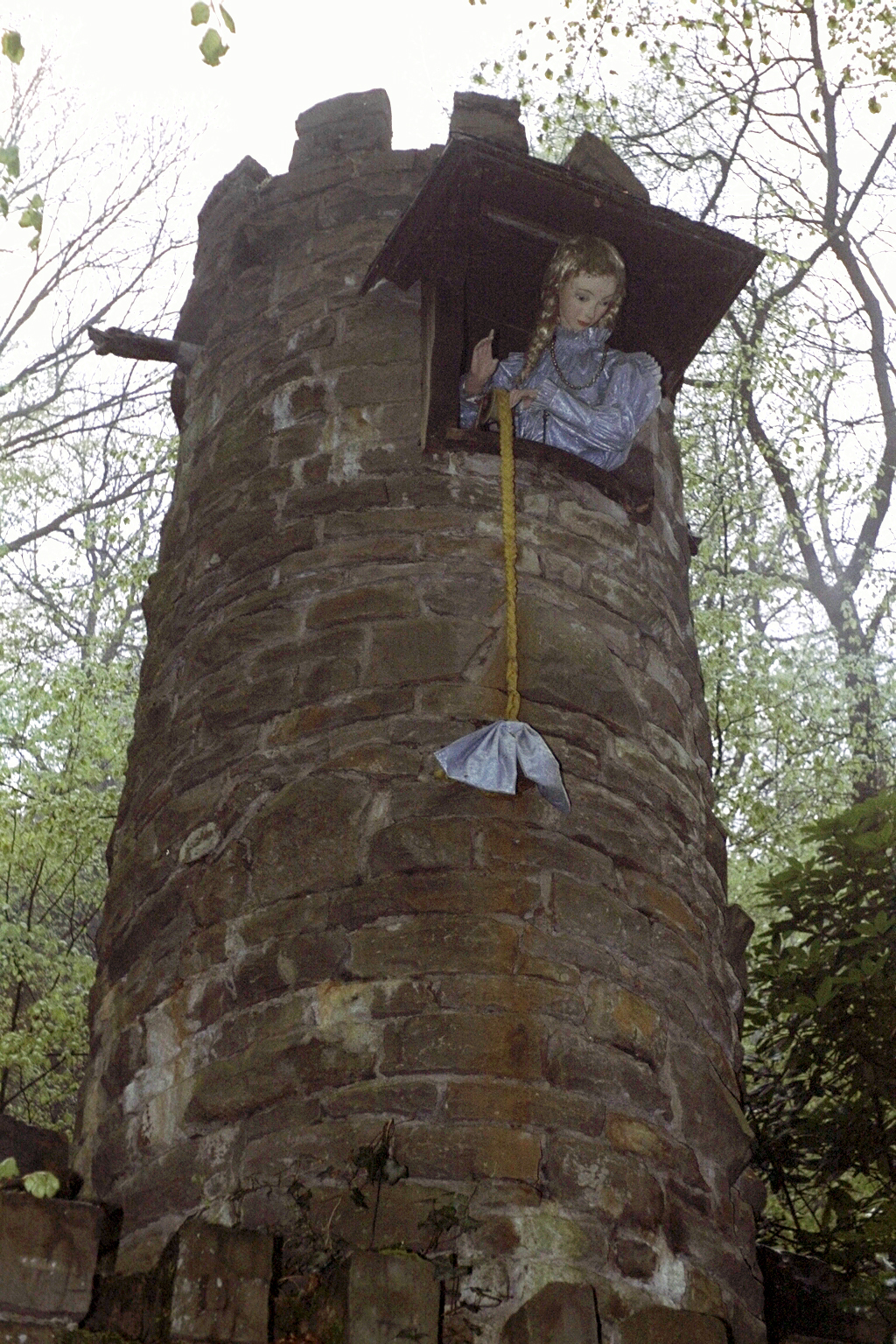
Rapunzel
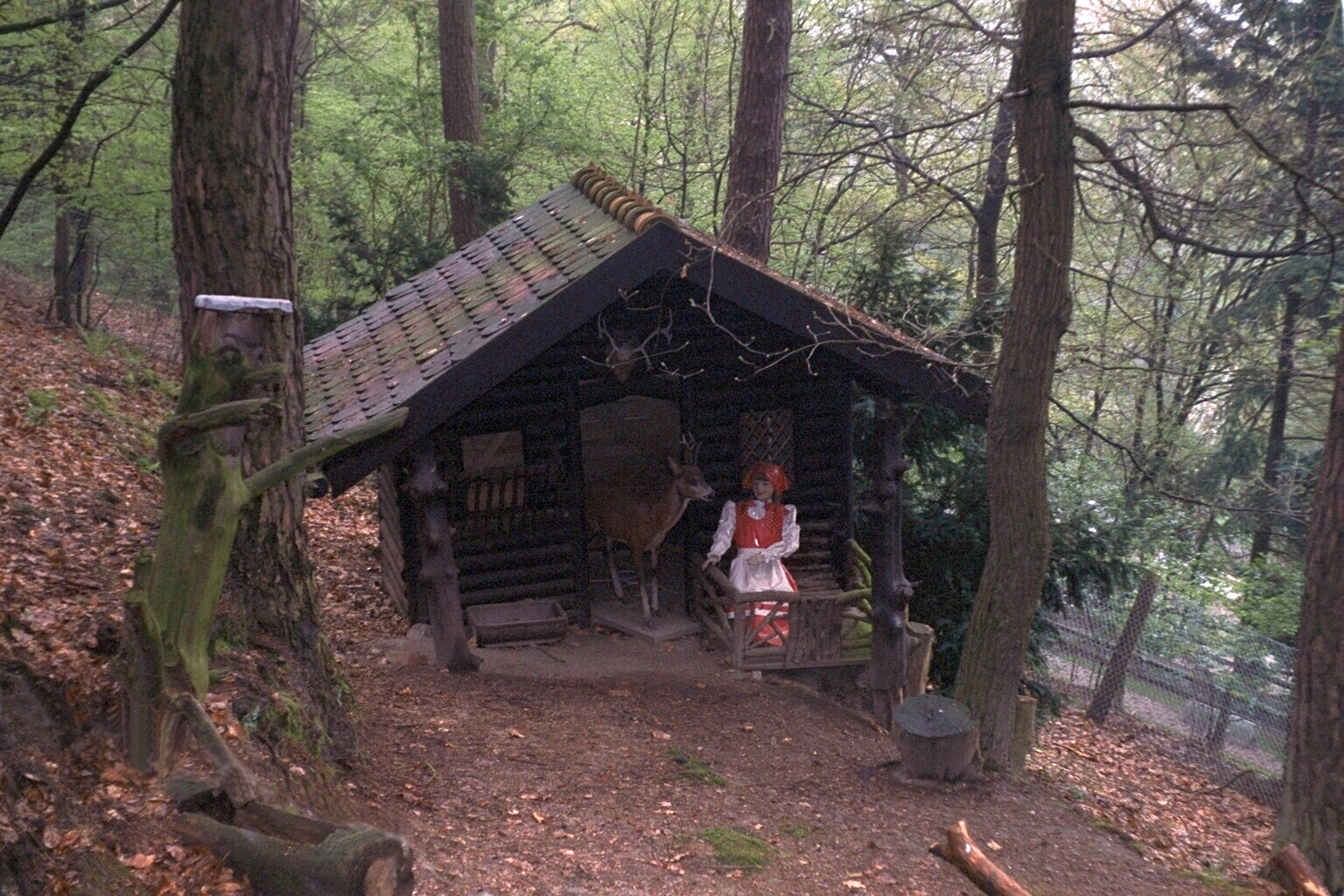
Brüderchen und Schwesterchen
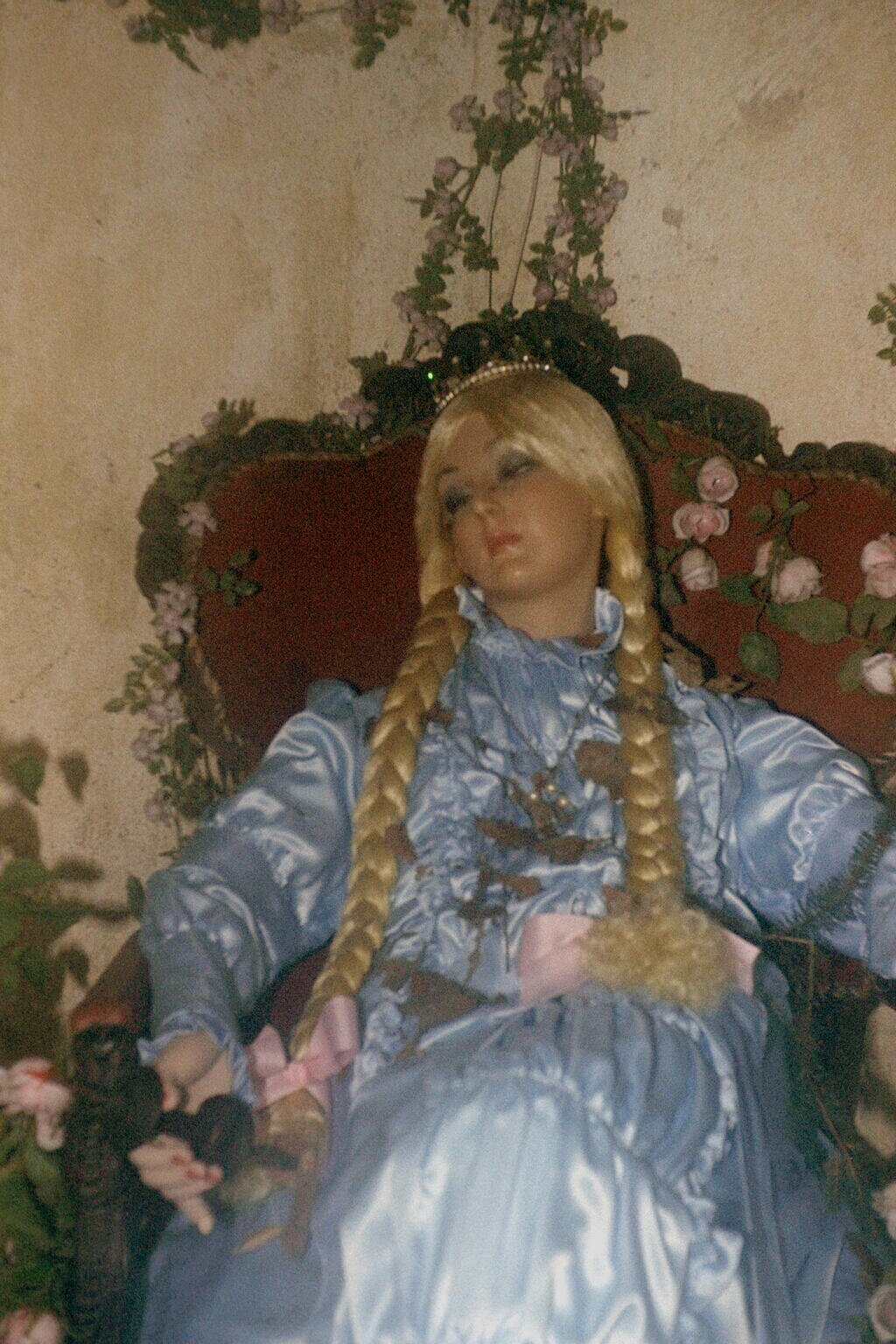
Dornröschen
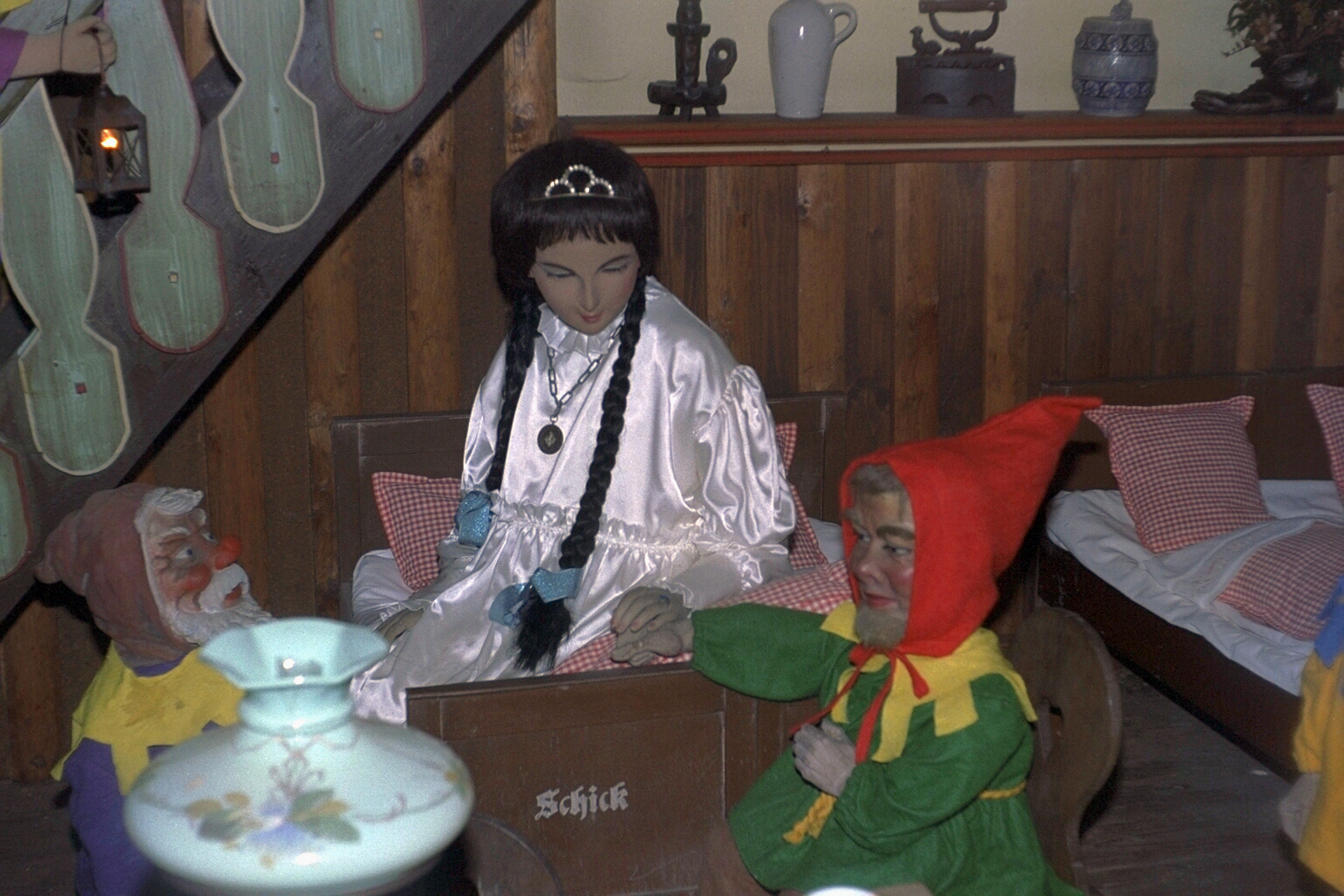
Schneewittchen